# Уральська область (РРФСР)
Ура́льська обла́сть (рос. Уральская область) — адміністративна одиниця в складі РРФСР в 1923—1934.

## Історія
Утворена постановою ВЦВК від 3 листопада 1923 з Пермської, Єкатеринбурзької, Челябінської та Тюменської губерній. Центром області стало місто Єкатеринбург. Площа становила 1 659 000 км², населення — 6 380 000 осіб.
12 листопада 1923 затверджена структура області, з'являються округи, які поділені на райони.
На 1926 на території округів Уральської області було 137 районів та 787 сільрад.
В 1925—1929 в області утворено 4 національних райони та 128 національних сільрад, були розформовані 88 райони, утворено 13 нових. Були також створені 9 міст, 4 смт та 171 район. Міста Златоуст, Кізел, Магнітогорськ, Сєров, Нижній Тагіл, Перм, Свердловськ (нині Єкатеринбург), Тюмень, Челябінськ та смт Чусовський були підпорядковані облвиконкому.
В кінці 1920-х область складалась 3 15 округів, 205 районів та 3 100 сільрад.
8 серпня 1930 округи скасовані, основною одиницею став район. Постановою ВЦВК від 10 грудня 1930 на півночі Тобольського округу були створені Остяко-Вогульський та Ямальський національні округи. Одночасно почалась ліквідація туземних рад та заміна їх територіальними.
17 січня 1934 область скасована, територія розділена на Челябінську, Свердловську та Обсько-Іртиську області.
На кінець 1933 площа області становила 1 896 000 км², вона складалась з 3 національних округів, 116 районі, 15 міст та 1 смт обласного значення, 3 129 сільрад, 41 міста та 100 смт районного значення.